# ساختمان اداره میراث فرهنگی دزفول
دفتر یونسکو در دزفول مربوط به دوره قاجار است که در محله قلعه جاده ساحلی واقع شده و این اثر در تاریخ ۱۱ بهمن ۱۳۷۸ با شمارهٔ ثبت ۲۵۷۳ به‌عنوان یکی از آثار ملی ایران به ثبت رسیده است.